# トウヨシノボリ
トウヨシノボリ（橙葦登、Rhinogobius sp. OR、〔Rhinogobius kurodai〕）は、日本全国に分布する淡水性のハゼでヨシノボリの一種。分類・定義は大変混乱している。日本で見られるヨシノボリとしては最もよく見られる。この種に対し、クロダハゼ、ヌマヨシノボリ、オウミヨシノボリ、新トウヨシノボリなどさまざまな和名が提唱されてきており、さまざまなシノニムが存在するが、ここではトウヨシノボリという和名を標準和名として扱う。また、これまでに確認されている型及び地域個体群は研究史と型としてまとめられている。また、現在日本国内の学会において、一定の支持のある型及び地域個体群に関しては個体群としてまとめられている。本種の研究は上皇明仁が携わってきたことで知られる。

## 分布
九州以北の日本、朝鮮半島。

## 形態
全長4 - 8センチメートル（cm）。胸鰭条数は18 - 22、縦列鱗数は31 - 38、背鰭前方鱗数は11 - 13。眼から鼻筋にかけて朱色の線が1対あり
、オスの尾柄部から尾鰭基部は繁殖期に橙色になる。頬部に朱小点の現れる個体もある。垂直鰭の縁辺は明色で、特に雄の成魚で顕著。オスの背鰭は、伸びて烏帽子型になる個体と、伸ばさずに将棋駒型になる集団がある。突然変異が多く、地域によって色彩や全長の違いが見られる。他のヨシノボリ同様、吻が長く、上下両唇は分厚く、頬の孔器配列は縦列パターン。

## 生態
河川の上流域から下流域、池沼など様々な場所で見られる。両側回遊をする集団や、湖に降りる集団、止水で生活する集団などが存在する。雑食性。産卵期は5 - 6月で、水中に沈んだ木や、石の下面を雄が掘って産卵床を作り、メスを導き産卵をさせる。産卵後はオスがメスを追い出して、巣穴で仔魚が孵化するまで卵を継続して保護する。

## 研究史と型
トウヨシノボリにおけるおおまかな研究史は、いくつもの型が発見され統合修正されていき、その一部が独立種となっていくというものである。この過程で、さまざまな矛盾や主張の違いが生じたため、現在の本種を巡る複雑な状況が形作られた。特に個体群、型、亜種、種に対する呼称の混乱が群を抜いており、1つの呼称が複数のものに対し重複して使用されたり、1つのものに対し複数の呼称が使用されたりといった、名称上の混乱が生じてきた。

### 型の時代
1908年、Rhinogobius kurodai(Tanaka, 1908)が新種記載される。この記載は現在のクロダハゼについて指すとする見解が多いが、現在のトウヨシノボリとする見解もある。
1913年、Rhinogobius kurodaiにクロダハゼという和名が提唱される。この和名は、記載に使用した多くの標本が、博物学者である福岡藩黒田家第14代当主の庭の淡水池から採集されたものであったことによる。ただしこの和名は現在のクロダハゼという種と定義がやや異なる。
1974年、ヨシノボリ宍道湖型が水岡繁登により提唱される。
1976年、水野信彦が湖沼型を提唱する。
1980年、ヨシノボリ房総型が上原伸一によってその存在が報告された。この報告では、房総型は小型な型で、房総半島中・北部に見られるとした。色斑がやや不明瞭な場合が多く、頬部は無斑紋、腹部は白色、第一背鰭以外の不対鰭は白く縁取られる、雄は全体的に黒味が強い等の特徴を持つとした。
1981年、上原伸一は、房総型の「皇居のお堀など」での採集記録にも言及し、房総型が東京で見られることを示唆した。
1984年、ヨシノボリ偽橙色型が提唱される。この型はのちにクロダハゼの和名が転用されることになるものである。提唱した林公義の「ヨシノボリ Rhinogobius brunneus (Temminck et Schlegel)」の論文中の記載では「体色や斑紋は橙色型に類似するが、体形は矮小化し、色彩はさらに不安定であるのが特徴。生息環境に著しい影響を受けている型といえる」という定義と、雌雄の各1個体の写真が掲載されているだけで、新型提唱の理由、同種他型との詳細な識別点、分布、写真個体の標本番号や産地等はいずれも述べられていない。のちに偽橙色型は房総型の改称であったということが林公義本人が証言している。
また同年1984年、上原伸一は、房総型、橙色型、宍道湖型を橙色系とした。
1987年、水野信彦は、ヨシノボリ偽橙色型は色斑上の特徴を重視してヨシノボリ房総型を改称したものと推察した。またその分布域を「関東地方」とした。形態的特徴としては、雄は全体的に黒みが強く、多くは色斑がやや不明瞭で、頬部に斑紋が無く、腹部は白色、第1背鰭以外の不対鰭は白く縁取られる等が挙げられている。
1989年、修らは、西日本の河川域から採集したヨシノボリ8型について電気泳動法による遺伝的比較を行った。この8型にはトウヨシノボリに含まれる型だけでなく、のちに記載されるヨシノボリ類である当時の諸型も含まれる。その結果、同一河川で採集された横斑型（シマヨシノボリ）、黒色型（クロヨシノボリ）、るり型（ルリヨシノボリ）、黒色大型A（オオヨシノボリ）の4型は, 分析した12遺伝子座のうち1 - 6遺伝子座で異なった遺伝子を保有し、遺伝距離は種間レベルで離れ、かつ各型間の交雑個体は1個体も見出されなかった。これは、現在独立種とされている当時の型は、この時点でそれぞれ種としての条件を満たしていることが証明されていたことになる。一方、黒色大型B、橙色型、宍道湖型、房総型の4型間の遺伝距離は、0.01 - 0.03と低く、同種個体群問で得られる値の範囲内にあり、交雑も起きた。これは、現在トウヨシノボリとしてまとめられている当時の型は、この時点で同種としての条件を満たしていることが証明されていたことになる。
また同年1989年、越川敏樹らによって、諸型を統合するトウヨシノボリRhinogobius sp.“OR”という和名が提唱される。この和名はRhinogobius kurodaiに対し提唱されたものであるが、本来クロダハゼの和名が適用されるべきである。現在トウヨシノボリという和名はRhinogobius sp. ORに適応されるという見解が多く、クロダハゼという和名は関東地方に生息するものに適応され、Rhinogobius kurodaiはこの種に対し適応されるという見解が多い。「トウ」というのは「橙色型」からの平行流用である。
1996年、鈴木寿之は、兵庫県円山川から新しい型を発見し、縞鰭型という名称を提唱した。この型はのちにシマヒレヨシノボリと呼ばれるものである。
2000年、上皇明仁ほかが偽橙色型は房総型の変名とみなした。また同時に、トウヨシノボリという和名には、橙色型、宍道湖型、偽橙色型、縞鰭型などが含まれると主張し、それらのなかには独立種とされるものが含まれているという仮説を発表した。
2004年、杉浦正義らにより、静岡県からトウヨシノボリ池沼型が提唱される。典型的なトウヨシノボリより小型で、シマヒレヨシノボリに類似した特徴を持ち、オスの尾鰭に橙色斑がなく，雄雌とも尾鰭に点列があるとしているが、個体の画像や、シマヒレヨシノボリ（この時は縞鰭型と呼ばれていた）との明確な区別点等は提示されていない。
同年2004年初版の「日本のハゼ」は、トウヨシノボリに対し、「遺伝的研究から地理的にまとまりのある4群を形成する」とし、橙色型、宍道湖型、房総型＝偽橙色型、縞鰭型を包含するとした。

### 種記載の時代
2005年、東海地方で固有と考えられるトウヨシノボリの1集団のウシヨシノボリとされてきた集団に対し、トウカイヨシノボリという新標準和名が提唱された。
2010年、縞鰭型に対し、シマヒレヨシノボリという新標準和名が提唱された。
同年2010年、向井貴彦らは北日本のトウヨシノボリいわゆる北日本型と、九州のトウヨシノボリいわゆる西九州系を発表した。
また2010年に、シマヒレヨシノボリとトウカイヨシノボリを比較検証した論文が出される。
2011年、鈴木寿之・陳義雄らは、Rhinogobius kurodaiのタイプ標本を精査し、有効種として再記載した際、このタイプ標本が上述の偽橙色型とよく一致したことから、和名をトウヨシノボリとした。
2013年、琵琶湖に固有と考えられる集団に対し、ビワヨシノボリという新標準和名が提唱された。同年、明仁氏らは2011年に提唱のトウヨシノボリという名称に対し、「それが何を指すのか明瞭でなく、特定の種を示す和名として使用するのは混乱を招き妥当でない」とし、R. kurodaiの和名としては2013年に提唱されたクロダハゼを適用するのが妥当とした。
同年2013年の「日本産魚類検索全種の同定 第三版」では、シマヒレヨシノボリ、ビワヨシノボリ、トウカイヨシノボリの3種が掲載されたうえ、上皇明仁らの提言を受け、トウヨシノボリという名称は破棄された。従来トウヨシノボリに包含されていたものは4種に分けられた。琵琶湖産の橙色型をオウミヨシノボリ（琵琶湖流入河川他に分布）とし、 房総型（＝偽橙色型）と橙色型の一部をカズサヨシノボリ（房総丘陵に分布）、房総型（＝偽橙色型）をクロダハゼ（関東平野に分布）にし、どれにも当てはまらないものは未掲載（その他地域に分布）とした。未記載とした種に関しては、2013年以前に提唱されたさまざまな型を指す。当てはまる型としては、宍道湖型、北日本型、西九州系、黒色大型B、南九州系、池沼型、湖沼型、東日本型。また、本書では、房総型には二型が見られ、雄の第1背鰭が伸長する上総丘陵に分布するもの、雄の第1背鰭が台形で伸長せず北総域に分布するものがいると考えられるとした。後者については、現時点で観察できる標本数がすくないため詳しく把握できないことから、前者については、カズサヨシノボリRhinogobius sp. KZとして新称を提唱した。このうち、形態的特徴は後の「日本魚類館」の参考となった。
また、同年2013年に、「日本産魚類検索全種の同定 第三版」の見解に対し、日本淡水魚類愛護会の「トウヨシノボリの混迷」において、トウヨシノボリをクロダハゼ種とし、その下位分類をクロダハゼ型Rhinogobius kurodai f. kurodai (Tanaka, 1908)の下にカズサヨシノボリ型Rhinogobius kurodai f. KZ(Tanaka, 1908)、オウミヨシノボリ型Rhinogobius kurodai f. OM(Tanaka, 1908)、シマヒレヨシノボリ型Rhinogobius kurodai f. BF(Tanaka, 1908)、不明型Rhinogobius kurodai f. unknown(Tanaka, 1908)とする独自の見解が示された。この根拠として、クロダハゼ種とした理由については、クロダハゼという標準和名はトウヨシノボリという標準和名より以前に提唱されたことを挙げている。生物学の一般的な常識として、1種に対し複数の学名や標準和名が提唱されているとき、先に提唱されたものがクロダハゼ種の下に5つの型を配置したことについては、2010年に縞鰭型に対し提唱されたシマヒレヨシノボリと諸型とのバランスをとるためにクロダハゼ、カズサヨシノボリ、オウミヨシノボリの3種が独立種となったことが、かえって分類を混乱させたからであるとしている。
2015年、日本産ヨシノボリの遺伝子が調べられ、系統が発表された。それによると、トウヨシノボリとされている個体群には複数の系統が含まれていることが分かった
2016年、「ポケット図鑑　日本の淡水魚」にて、シマヒレヨシノボリ、オウミヨシノボリ、カズサヨシノボリ、クロダハゼ、その他の型を含め、オウミヨシノボリとする図鑑が出た。ここでいうオウミヨシノボリは琵琶湖の橙色型のことではなく、「日本産魚類検索全種の同定 第三版」の4型とシマヒレヨシノボリを統合した呼び名として、オウミヨシノボリという名称を転用したものである。
2017年、ビワヨシノボリが新種記載され、学名が提唱された。

### 再統合の時代
2018年、「日本魚類館」にて、オウミヨシノボリとカズサヨシノボリは個体変異を考慮すると識別が困難な場合があるとして、 両者の名称は使用しないとし、それらを含める形で、トウヨシノボリという名称が使用された。そのほかの提唱された型や地域個体群もトウヨシノボリに含まれた。なお、このトウヨシノボリという名称にはシマヒレヨシノボリ、ビワヨシノボリ、トウカイヨシノボリ、クロダハゼを含んでいない。また、トウヨシノボリを小型で雄の第１背鰭が低い型と大型で雄の第１背鰭が高くて烏帽子形の型の２つに分けている。この2つの型に対しそれぞれ詳細な説明を行っている。
また、同年2018年に「日本魚類館」の見解に対し、日本淡水魚類愛護会の「トウヨシノボリの混迷」において、「日本魚類館」が表現したトウヨシノボリという和名と、「日本産魚類検索全種の同定 第三版」が表現したトウヨシノボリという和名は、異なる概念を表していることから、「日本魚類館」のトウヨシノボリを新トウヨシノボリと表現している。
また、同年2018年に報告された網走湖の魚の報告書で、その筆者山川雄大はトウヨシノボリが池沼に多く見られる傾向が強いことからトウヨシノボリに対し、ヌマヨシノボリという和名を提唱した。
2019年、トウカイヨシノボリとシマヒレヨシノボリが新種記載され、学名が提唱された。またこの年、「山渓ハンディ図鑑　日本の淡水魚」にて、この新種2種が掲載され、クロダハゼをトウヨシノボリとは別種とする考えが支持されている。また、2015年の系統樹を改訂掲載したうえで、トウヨシノボリはその多様さから、いまだ分類学的取り扱いが難しい集団であるとしており、近年では移入による交雑も各地で確認されており、その同定の困難さに拍車がかかっているとも記載されている。また、これまで提唱されたそれぞれの型が、小型で雄の第１背鰭が低い型（小型）と大型で雄の第１背鰭が高くて烏帽子形の型（大型）のどちらに当たるかを明確に示している。
現在、クロダハゼ（Rhinogobius kurodai）、トウカイヨシノボリ（Rhinogobius telma）、シマヒレヨシノボリ（Rhinogobius tyoni）、ビワヨシノボリ（Rhinogobius biwaensis)が独立種として認められている。カズサヨシノボリ（Rhinogobius sp. KZ）、オウミヨシノボリ（Rhinogobius sp. OM）に関しては独立種または亜種として認めるとする見解もあれば、認めないという見解もある。
また、小型で雄の第１背鰭が低い型（略称として小型）と大型で雄の第１背鰭が高くて烏帽子形の型（略称として大型）に対しても、亜種として認める見解もあれば、認めない見解もある。 提唱した「日本魚類館」では、型の意味合いについては言及がなく、後に種・亜種に整理される含みは読み取れない。日本淡水魚類愛護会の「トウヨシノボリの混迷」では、大型は両側回遊性で、小型は内陸性が多いようであることから、サクラマス・ヤマメのように、生態をうけて形態が変化しているだけであるとする見解を示している。

## 個体群
ここでは現時点において、日本国内の学者及び学会で広く認知及び支持されている型または地域個体群にあたる個体群を記載した。亜種及び独立種として扱う学説及び主張が存在するが、ここではあくまでトウヨシノボリに属するとする。なお以下に挙げた個体群の呼称においては、記載したほかにさまざまな別名が存在する。

### カズサヨシノボリ
- カズサヨシノボリ（Rhinogobius sp. KZ）[8]

別名として、ヨシノボリ橙色型、房総型、Rhinogobius sp.“OR”などがある
房総半島に分布している。体色はやや青みが強く、頬には小斑点がなく、体側の暗色斑は比較的明瞭。オスの第1背鰭は高い烏帽子型で、尾鰭の付け根に橙色斑がある。

### オウミヨシノボリ
- オウミヨシノボリ（Rhinogobius sp. OM）[8]

別名として、橙色型、湖沼型、橙色型、琵琶トウ、琵琶湖型、Rhinogobius sp.“OR”、ウロリ、ゴリ、ウロリコなどがある。
琵琶湖とその流入河川を往復する。体側の暗色斑は比較的明瞭。オスの第1背鰭は伸びる。尾鰭の付け根に橙色斑がある。

### 大型
- 大型で雄の第１背鰭が高くて烏帽子形の型

北海道の日本海側、本州の日本海側と房総半島以南の太平洋側、九州の東シナ海側と大分県以北の瀬戸内海側、四国に分布している。全長は6 - 8 cm程度と大型で、背鰭が烏帽子型に細長く伸びる。腹鰭は円形。両側回遊性。河川の中下流域に広く生息するとされている。カズサヨシノボリ、オウミヨシノボリ、 宍道湖型、北日本型、西九州型、房総型、黒色大型Bなどが含まれる。

### 小型
- 小型で雄の第１背鰭が低い型

本州、四国、九州に分布している。全長は5 cm程度と小型で、背鰭が将棋駒型に短く伸びる。腹鰭は縦長の楕円形。地域ごとに色斑に変異がある。内陸部の小水域で一生を送る。

## ギャラリー

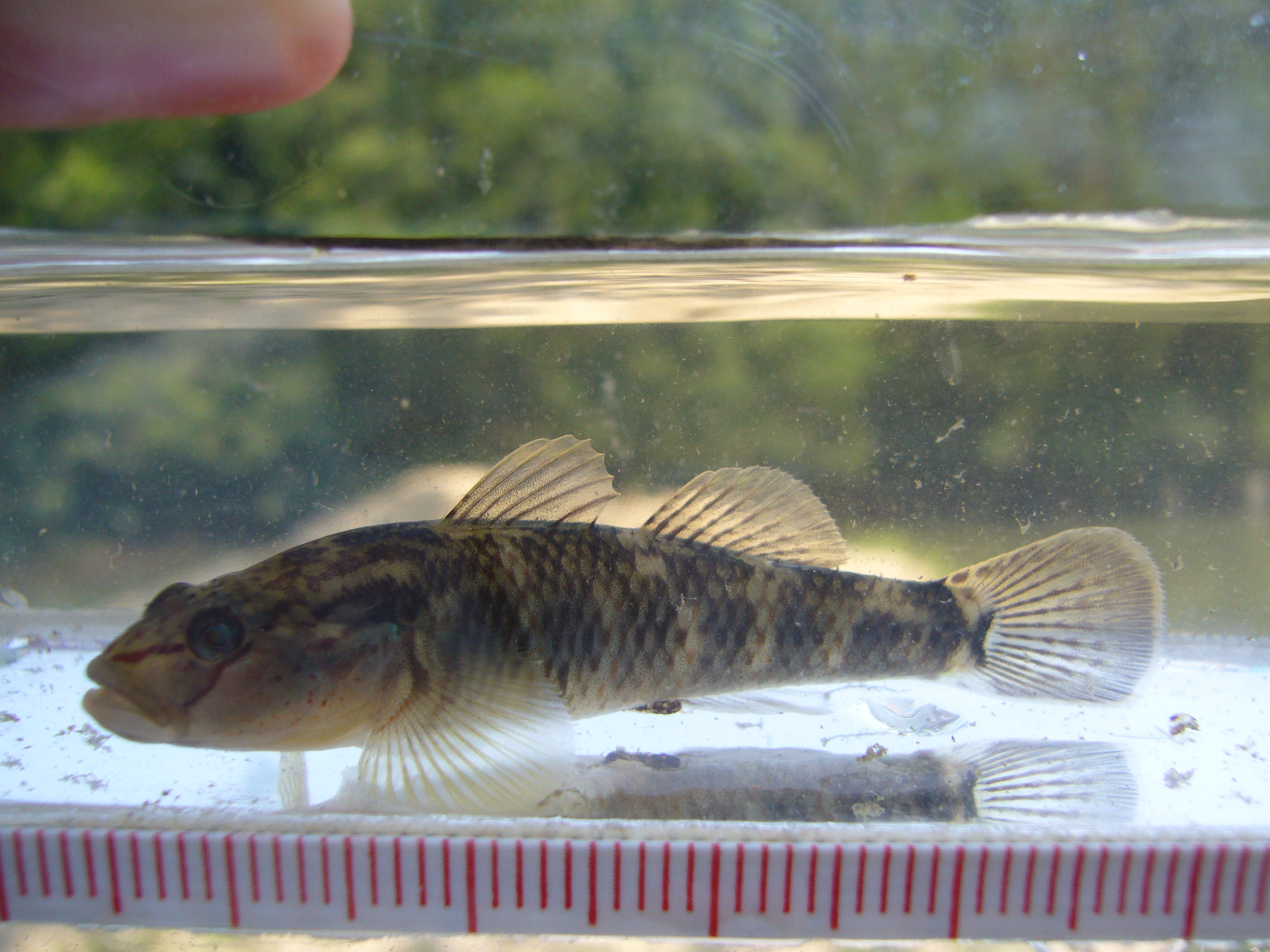
トウヨシノボリ(雌個体)
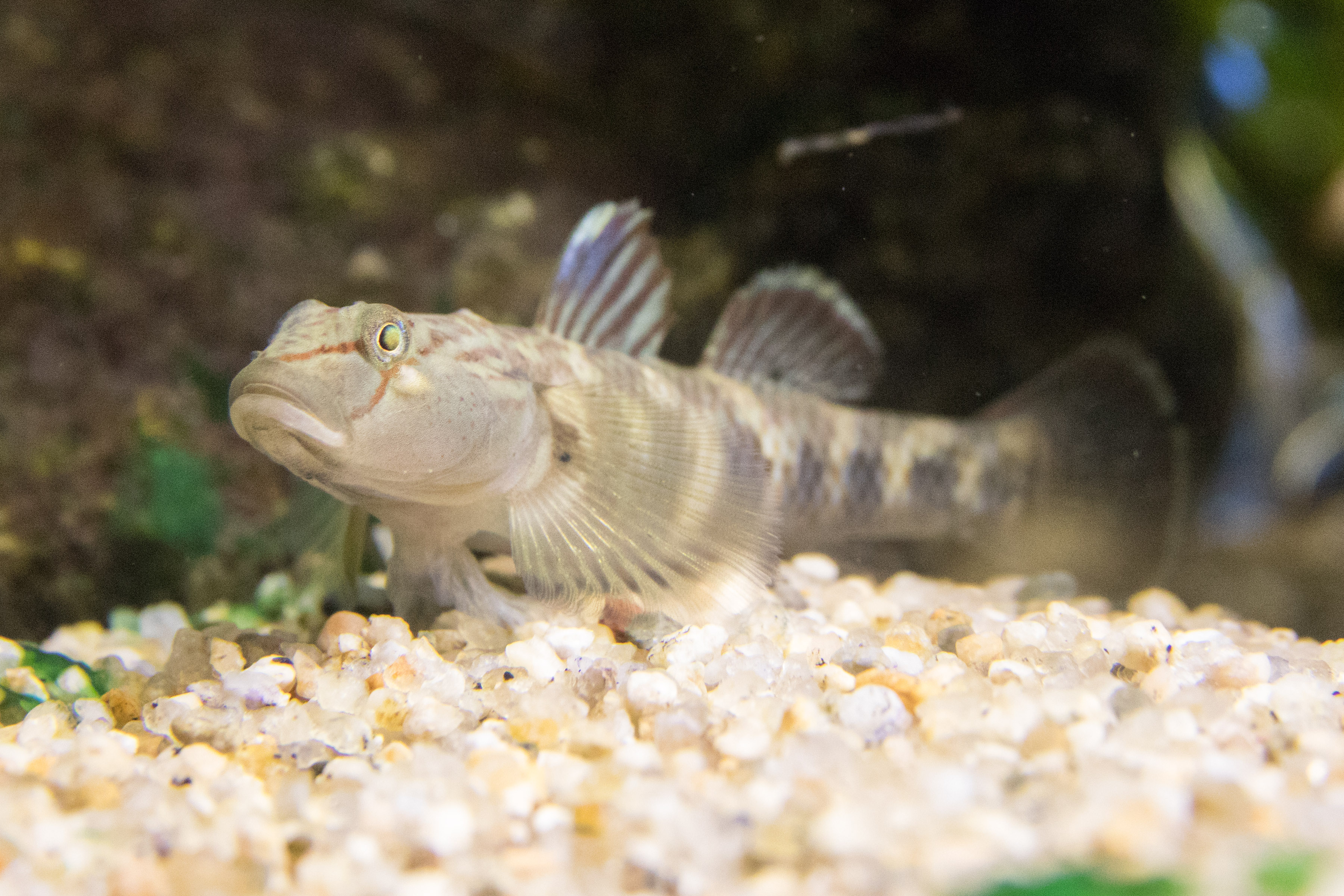
トウヨシノボリ
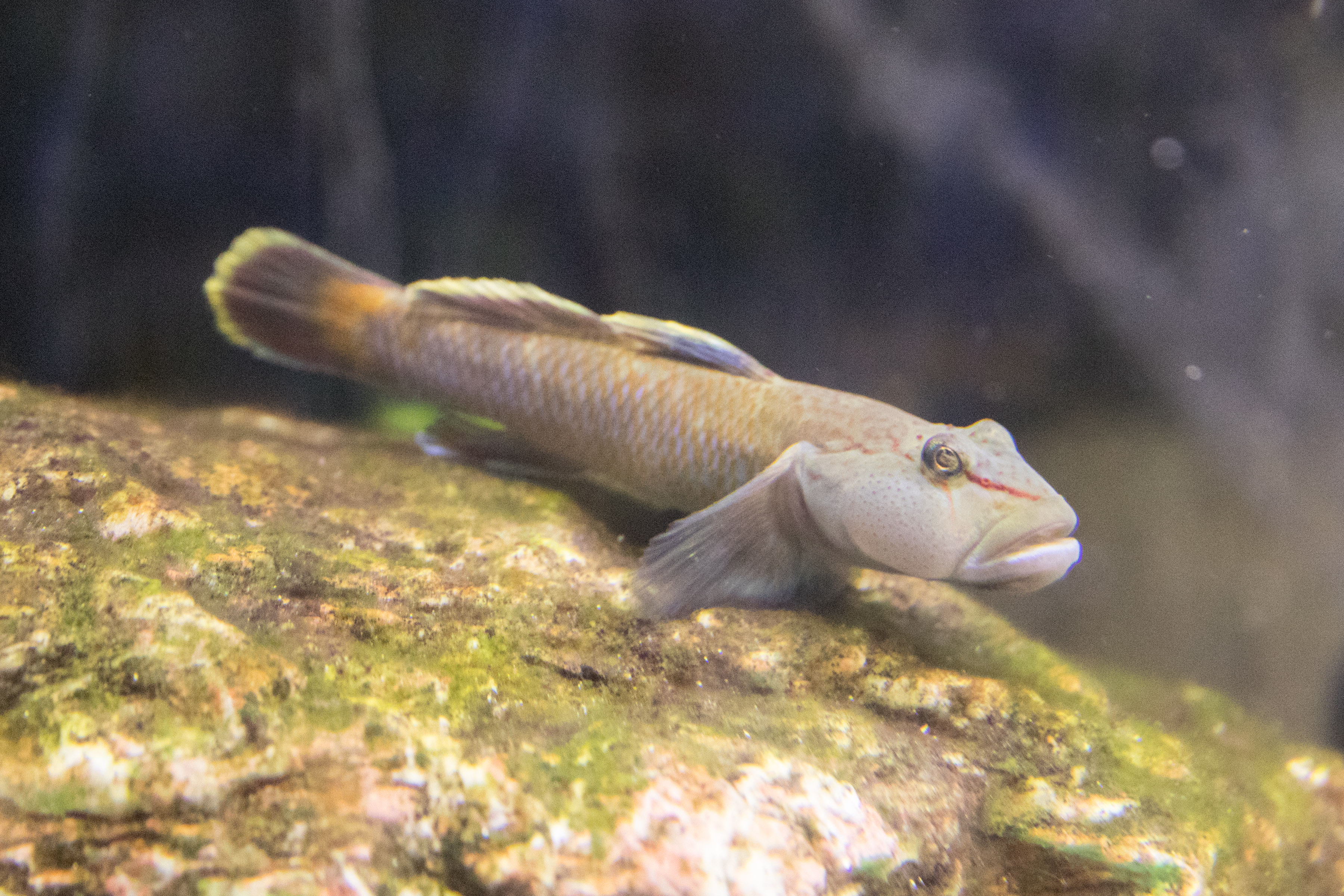
トウヨシノボリ（繁殖期の雄）
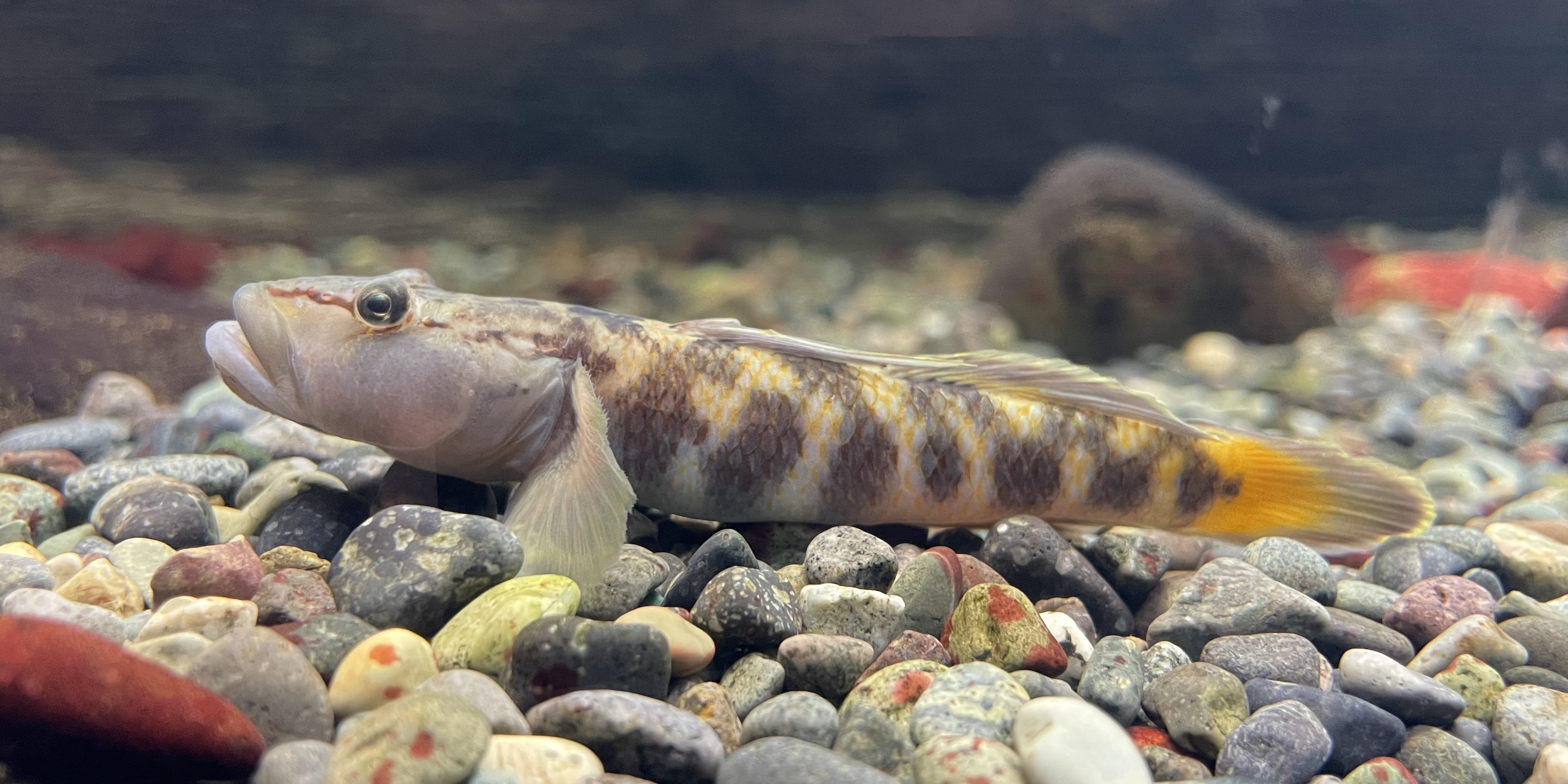
オウミヨシノボリ